# Del Rey (Califórnia)
Del Rey é uma Região censo-designada localizada no Estado americano da Califórnia, no Condado de Fresno.

## Geografia
A área total da cidade é de 3,2 km² (1,2 mi²), sendo tudo coberto por terra.

## Demografia
De acordo com o censo de 2000, a densidade populacional é de 300,7/km² (779,4/mi²) entre os 950 habitantes, distribuídos da seguinte forma:
- 37,26% caucasianos
- 0,63% afro-americanos
- 0,21% nativo americanos
- 1,05% asiáticos
- 58,95% outros
- 1,89% mestiços
- 93,47% latinos

Existem 211 famílias na cidade, e a quantidade média de pessoas por residência é de 3,96 pessoas.

## Localidades na vizinhança
O diagrama seguinte representa as localidades num raio de 16 km ao redor de Del Rey.